# Municipio de Jefferson (condado de Monroe)
El municipio de Jefferson (en inglés: Jefferson Township) es un municipio ubicado en el condado de Monroe en el estado estadounidense de Misuri. En el año 2010 tenía una población de 428 habitantes y una densidad poblacional de 1,9 personas por km².

## Geografía
El municipio de Jefferson se encuentra ubicado en las coordenadas 39°29′25″N 91°49′3″O / 39.49028, -91.81750. Según la Oficina del Censo de los Estados Unidos, el municipio tiene una superficie total de 225.56 km², de la cual 180,5 km² corresponden a tierra firme y (19,98 %) 45,06 km² es agua.

## Demografía
Según el censo de 2010, había 428 personas residiendo en el municipio de Jefferson. La densidad de población era de 1,9 hab./km². De los 428 habitantes, el municipio de Jefferson estaba compuesto por el 97,66 % blancos, el 0,47 % eran afroamericanos, el 0,7 % eran amerindios, el 0,23 % eran asiáticos y el 0,93 % eran de una mezcla de razas. Del total de la población el 0,47 % eran hispanos o latinos de cualquier raza.